# アンファッションカレッジ
アンファッションカレッジとは、岐阜県多治見市にある私立の専門学校である。

## 概要
- 専門課程のファッション造形科と高等課程のファッション総合科を有する。ファッション総合科はクラーク記念国際高等学校との連携を行っており、卒業時には高等学校（普通科）卒業資格を得ることが可能である。
- 1944年に土岐郡泉町で土岐津洋裁学院として創立[1][2]。1958年に各種学校として、1981年に専修学校としての設置が認可された[3]。

## 設置学科
- 専門課程ファッション造形科
- 高等課程ファッション総合科

## 交通アクセス
- JR東海中央本線・太多線「多治見駅」下車、徒歩約5分。